# Nederokkerzeel
Nederokkerzeel is een plaats in de Belgische provincie Vlaams-Brabant en deelgemeente van Kampenhout, op 16 km ten noordoosten van Brussel. Nederokkerzeel was een zelfstandige gemeente tot aan de gemeentelijke herindeling van 1977.

## Geografie
Nederokkerzeel heeft een landelijke dorpskern. Het dorp ligt relatief geïsoleerd op een zekere afstand van de grote steenwegen Brussel-Leuven en Brussel-Haacht. Ten zuidwesten van het dorp ligt een uitgestrekt akkerbouwgebied dat reikt tot aan Steenokkerzeel. Ten oosten van het dorp ligt het relatief grote natuurgebied Silsombos. Het terrein in Nederokkerzeel daalt van de hoger gelegen akkerbouwgronden in het zuidwesten naar het natte Silsombos in het noordoosten. De hoogte varieert van 15-32 meter. De bodem is zandlemig tot lemig. Waterlopen zijn de Weesbeek, de Molenbeek en de Leibeek.

## Bezienswaardigheden
- Het Kasteel Ter Balk
- De Onze-Lieve-Vrouw-van-Bijstandkapel
- De Sint-Stefanuskerk

## Demografische ontwikkeling
- Bronnen:NIS, Opm:1831 tot en met 1970=volkstellingen; 1976 = inwoneraantal op 31 december

## Nabijgelegen kernen
Berg, Relst, Erps